# 5 bambini & It
5 bambini & It (Five Children and It) è un film del 2004, diretto da John Stephenson, tratto dall'omonimo romanzo di Edith Nesbit.

## Trama
Cinque bambini, Robert, Cyril, Jane, Anthea e Lamb, si trasferiscono dallo zio Albert con il figlio Horace, poiché i loro genitori devono partire per la prima guerra mondiale. Nel corso dell'esplorazione della dimora dello zio, Robert trova una porta chiusa nascosta e, insieme ai fratelli, la apre, trovandosi così su una costa e incontrando un folletto di nome Adelfo.
I poteri di Adelfo consistono nell'esaudire un desiderio al giorno a chiunque glielo chieda, limitato tuttavia fino al tramonto e che può provocare effetti collaterali. I ragazzi chiedono per esempio di rimettere a posto la casa, un mucchio di oro o delle ali per raggiungere la Francia, devastata dalla guerra, per sapere le condizioni del padre.
Anche Horace viene a sapere del folletto e, dopo alcuni contrasti con i cugini, decide di mantenere il segreto con loro. La madre, di ritorno, comunica loro che il padre è scomparso, pertanto chiedono a Adelfo di farlo tornare a casa sano e salvo così da dargli la bussola per ritrovare la via di casa. Al tramonto il padre scompare e il giorno seguente, grazie alla bussola, torna a casa dai suoi figli.

## Distribuzione
- 11 settembre 2004 in Canada (Five Children and It)
- 14 ottobre negli Stati Uniti (Five Children and It)
- 15 ottobre in Irlanda e nel Regno Unito (Five Children and It)
- 20 ottobre in Francia (Cinq enfants et moi)
- 17 dicembre in Spagna (5 chicos & esto)
- 22 dicembre in Belgio
- 20 gennaio 2005 nei Paesi Bassi
- 16 febbraio nelle Filippine
- 23 febbraio nel Kuwait
- 24 marzo in Australia
- 28 aprile in Slovenia
- 9 giugno a Singapore
- 8 luglio in Grecia
- 14 luglio in Nuova Zelanda
- 28 ottobre in Finlandia e Svezia (Fem barn och ett sandtroll)
- 25 dicembre in Danimarca (Sandtrolden)
- 18 gennaio 2006 in Argentina (Cinco chicos y esto)
- 21 luglio in Italia
- 18 agosto in Islanda